# Чиполлино (мультфильм)
«Чиполлино» — советский полнометражный рисованный мультипликационный фильм, поставленный в 1961 году режиссёром-мультипликатором Борисом Дёжкиным по сказке итальянского писателя Джанни Родари «Приключения Чиполлино» (1951).

## Сюжет
В городе, населённом антропоморфными овощами, ягодами и фруктами, мальчик-луковка Чиполлино спасается бегством от солдат принца Лимона. Сапожник Виноград помогает ему скрыться, пряча от погони в своём доме. Чиполлино рассказывает, что во время шествия принца Лимона по улицам он случайно наступил тому на ногу и в испуге убежал.
Придя в ярость, принц приказывает отыскать виновного. Старый Чиполлоне, отец Чиполлино, чтобы спасти сына, берёт вину на себя. Как преступника, его сажают в тюрьму.
Узнав об этом, Чиполлино при помощи скрипача Груши, отвлекающего тюремщика музыкой, проникает в тюрьму, где Чиполлоне объясняет ему, что принцу Лимону не по душе порядочные люди. Чиполлино обещает отцу вернуться и освободить всех незаслуженно арестованных. Отец говорит, что это не так легко, и советует Чиполлино подумать теперь о себе.
На улице Чиполлино грустит, вспоминая слова отца, но скрипач Груша успокаивает Чиполлино и ведёт его знакомить со своими друзьями. Увидев проезжающего мимо синьора Помидора, Чиполлино обзывает его томатом в манной каше.
Кум Тыква строит себе дом из пары кирпичей и нескольких досок на участке графинь Вишен с разрешения их покойного отца. Сапожник, дядюшка Виноград, приносит куму подарок — ещё один кирпич. На место стройки прибывает синьор Помидор, местный эконом, который, разозлившись, первым же делом распоряжается конфисковать дом и посадить злую собаку на место кума Тыквы. Но Помидора отвлекает Чиполлино, спасая тем самым дом кума Тыквы от притеснений. Чиполлино выстрелил едким луковым соком в глаза синьору Помидору, и он расплакался и уехал, при этом сказав Чиполлино, что он дорого заплатит за его слёзы.
Пока Чиполлино чистил всем ботинки за 10 лир, ему помешала гусеница, которая тоже хотела почистить свои ботинки. А в это время синьор Помидор приводит своё распоряжение в исполнение: два солдата-Лимончика прогоняют кума Тыкву и сажают на его место пса, который хотел пить. Чиполлино и его друзьям удаётся усыпить пса снотворным.
Забранный дом друзья доверяют дядюшке Чернике, при этом накрыв первый листьями, чтобы никто его не заметил. Утром синьор Помидор упрекает пса в том, что он не сумел уберечь дом, и пытается узнать, кто его похитил. Солдаты арестовывают за похищение дома кума Тыкву, его внучку — куму Тыквочку, сапожника Винограда и скрипача Грушу. Чиполлино, узнав об этом от Редиски, решает любой ценой спасти друзей и знакомится с графом Вишенкой. Синьор Помидор, увидев троицу, решает поймать Чиполлино, но тот удирает. Граф Вишенка, беспокоясь за Чиполлино, падает в обморок.
Заболевший граф Вишенка вдруг вспоминает Чиполлино и Редиску. Графини Вишни — его тётушки, потрогав лоб, подумали, что у него жар, и решают вызвать врача, при этом посетовав на расходы на лечение. Когда граф выздоровел, то ночью, когда синьор Помидор заснул, взял из одного из его носков ключ от подвала и передал его Кактусу. Кактус проводит друзей в замок и помогает спасти арестованных. Обнаружив пропажу арестованных, принц Лимон и синьор Помидор решают арестовать Чиполлино. Обеспокоенные графини Вишни решают немедленно уехать за границу и взять графа Вишенку с собой, но тот в итоге остаётся.
На следующий день ведётся розыск Чиполлино. Для этого наняли сыщика Моркоу и его собачку Пылесосика. Во время поисков он обнаружил домик Тыквы, а солдаты расклеили повсюду плакаты о розыске Чиполлино за 100 000 лир. На каждом плакате Редиска подрисовывала на лице Чиполлино бороду, усы и другие ложные внешние приметы, чтобы спасти его. Солдаты успешно находили похожих «преступников» и арестовывали их. Когда Моркоу остановил Чиполлино ручкой зонта, как ловушкой, то его собака обратила внимание на другую и бросилась за ней в погоню. При этом Пылесосик повлёк за собой мистера Моркоу, и последний, потеряв одежду, убежал из города, при этом догнав карету, на которой графини Вишни уехали за границу.
Тогда солдаты-Лимончики сами арестовали Чиполлино. К вечеру Кактус несёт напильник, чтобы помочь Чиполлино выбраться из тюрьмы, и цветы, чтобы «поздравить» Лимонишку с поимкой «главного преступника». А в это время сапожник Виноград, профессор Груша, Редиска и кума Тыквочка играют мелодию свободы, чтобы отвлечь внимание тюремщика. Когда Кактус вручил Лимонишке цветы, то последний взял один из цветов и сказал, что он торопится вместе с другими солдатами учинить расправу куму Тыкве и уничтожить его домик.
Огласив введение новых налогов, принц Лимон во избежание «беспорядков» намеревается принародно уничтожить домик кума Тыквы выстрелом из пушки. Однако подоспевший Чиполлино вместе с отцом и друзьями заграждают жилище собой. В итоге принц Лимон случайно подставляется под выстрел пушки и погибает, а синьор Помидор и солдаты-Лимончики совершают побег, но тонут в море. Чиполлино, его отец и их друзья строят себе большой дом.

## Персонажи
- Чиполлино — мальчик-луковка и главный герой мультфильма. При ходьбе он задорно подпрыгивает. Его волосы являются своеобразным оружием: синьор Помидор, разозлившись, схватил Чиполлино за волосы, в результате чего последний выстрелил ему едким луковым соком в глаза, отчего Помидор заплакал. После ареста отца Чиполлино решил выручить его любой ценой и познакомился с новыми друзьями. Позже он попал в тюрьму, где воссоединился с отцом, а после этого вместе с ним и другими своими друзьями одолел жадного принца Лимона и прогнал его приспешников.
- Чиполлоне — пожилой отец Чиполлино, луковица. Чтобы спасти своего сына, говорит принцу Лимону, что именно он отдавил ему ногу, за что попадает в тюрьму.
- Дядюшка Виноград — сапожник.
- Редиска — девочка, подружка Чиполлино.
- Кум Тыква — пожилой строитель. С разрешения графа Вишни построил на участке графинь Вишен свой домик, но был изгнан из него синьором Помидором.
- Кума Тыквочка — маленькая родственница кума Тыквы. Была арестована вместе с Виноградом, Грушей и Тыквой. Дала тюремщику пощёчину, когда тот попытался обыскать её.
- Дядюшка Черника — пожилой мастер. Плетёт корзины. По просьбе Чиполлино присматривал за спрятанным домиком Тыквы.
- Принц Лимон — правитель страны и главный злодей мультфильма. Это ему Чиполлино отдавил ногу, но Чиполлоне спас своего сына, взяв всю вину на себя. Впоследствии Лимон, узнав о том, что причиной всех невыгодных ему ситуаций в стране является Чиполлино, приказал арестовать его. Выступая на городской площади, принц придумал налоги на осадки, а под конец пытался выстрелом из пушки уничтожить домик кума Тыквы. Но орудие обернулось против него, и Лимон погиб от выстрела.
- Синьор Помидор — вторичный злодей мультфильма. Управляющий замка графинь Вишен. Пытался выгнать кума Тыкву из его домика. После того как Чиполлино выставил его на посмешище, стал преследовать его и его друзей. В итоге, после гибели принца Лимона, бежал с позором и утонул в море.
- Графини Вишни — аристократические дамы-вишни, связанные черенками, наподобие сиамских близнецов. Всегда ходят и говорят вместе, ужасаются каждому необычному событию. Тёти графа Вишенки. Любят его поругать. После того как принц Лимон разорил весь их парк, они уехали за границу.
- Граф Вишенка — мальчик-вишня, племянник и наследник графинь Вишен. Любознательный очкарик. Привык к тому, что его часто бранят тётушки. После знакомства с Чиполлино и Редиской стал им помогать. Во время побега графини Вишни также пытались увезти его против воли, но ему в самый последний момент удалось выйти из кареты.
- Кактус — садовник графинь Вишен и воспитатель графа Вишенки. Помогал не только Вишенке, но и Чиполлино и его друзьям. С помощью оркестра смог освободить Чиполлино и остальных заключённых (в числе которых был и Чиполлоне) из тюрьмы. Образ Кактуса более позитивный, чем образ синьора Петрушки из оригинальной книги.
- Земляничка — служанка графинь Вишен. Помогает графу Вишенке.
- Профессор Груша — скрипач. Помог Чиполлино пройти в тюрьму, отвлекая надзирателя игрой на скрипке.
- Пёс Мастино — жёлтый пёс, который должен был охранять домик Тыквы, отобранный у последнего синьором Помидором. Как только был посажен на цепь, стал мучиться от жажды. Чиполлино напоил его снотворным, и пёс заснул, что дало возможность Чиполлино с друзьями похитить домик и спрятать в лесу. По имени в мультфильме не упоминается.
- Мистер Моркоу — известный иностранный сыщик, одетый во всё чёрное. Вооружён тростью-зонтом. Действует в паре с собачкой Пылесосиком, причём слепо и стремительно бежит по следу. Ловил Чиполлино: ему это почти удалось, но Пылесосик, не устояв перед искушением, бросается на уличную собаку и увлекает за собой Моркоу. Поняв, что операция провалена, мистер Моркоу сбегает из страны: он догоняет карету, в которой едут графини Вишни, и садится на запятки.
- Пылесосик — небольшая собачка-ищейка. Действует в паре с сыщиком. В книге её зовут Держи-Хватай.

## Роли озвучивали
- Нина Гуляева — Чиполлино
- Сергей Мартинсон — принц Лимон
- Владимир Лепко — Чиполлоне
- Алексей Полевой — кум Тыква
- Григорий Шпигель — синьор Помидор
- Вера Орлова — Редиска
- Ирина Потоцкая — граф Вишенка
- Елена Понсова — графини Вишни
- Георгий Милляр — мистер Моркоу
- Георгий Вицин — Кактус
- Юрий Хржановский — солдаты-лимончики / дядюшка Виноград / уличные сплетники / профессор Груша / дядюшка Черника / собачка Пылесосик / начальник тюрьмы

## Съёмочная группа
- Автор сценария – Мстислав Пащенко
- Режиссёр-постановщик – Борис Дёжкин
- Художник-постановщик – Перч Саркисян
- Художник – Константин Карпов
- Композитор – Карэн Хачатурян
- Оператор – Елена Петрова
- Звукооператор – Борис Фильчиков
- Редактор – Раиса Фричинская
- Ассистенты режиссёра: Лидия Ковалевская, Нина Майорова, Светлана Кощеева
- Художники-мультипликаторы: Борис Дёжкин, Вадим Долгих, Владимир Крумин, Фаина Епифанова, Рене Овивян, Константин Чикин, Сергей Дёжкин, Виолетта Карп, Виталий Бобров, Виктор Арсентьев, Анатолий Солин, Ольга Столбова
- Художник-декоратор – Вера Валерианова
- Текст песни – Вадим Коростылёв
- Директор картины – Фёдор Иванов

## Музыка
Музыку к мультфильму написал композитор Карэн Хачатурян. Позднее она послужила основой для одноимённого балета, поставленного в 1974 году.

## Производство
Изначально сценарист Мстислав Пащенко намеревался экранизировать практически все эпизоды, а также добавить рассказчика, однако режиссёр-постановщик Борис Дёжкин отказался от этого замысла, решив упростить сюжет фильма.
Дёжкин буквально по кадрам изучал мультфильмы Диснея, вникая в тонкости работы американского мультипликатора.

## Отзывы
О. Абольник отмечала в мультфильме точность пластических характеристик и мастерство режиссёра, которому ясность сюжета не мешает создать увлекательный фильм.